# Chiesa di Santa Caterina (Luino)
La chiesa di Santa Caterina è un edificio di culto situato a Colmegna, frazione di Luino, in provincia di Varese ed arcidiocesi di Milano; fa parte del decanato di Luino. 

## La storia
Le prime testimonianze della chiesa risalgono al 1526, quando il curato di Agra, paese a monte di Colmegna, obbligò a far messa nell'allora oratorio intitolato a Santa Caterina. Nel 1574 viene visitata dal cardinale Carlo Borromeo e quattro anni più tardi anche da dei suoi delegati.
Tra gli anni 1682 e 1690 viene ricostruito l'altare maggiore, dove viene posta una tela della Beata Maria Vergine, dipinta da uno dei Procaccini e donata tramite lascito testamentario da Carlo Federico Lanfranchi. 
Durante il XVIII secolo si ha la ricostruzione della facciata. 
Tra il 1864 e il 1875 viene creata una nuova sagrestia sul lato sud e viene innalzato un campanile. Questi lavori furono effettuati grazie ai contributi di diversi villeggianti, tra cui Henry Wynne, capitano della guardia privata della regina Vittoria d'Inghilterra, che nel 1874 lasciò una generosa offerta alla chiesa.
Nel 1888 il rettore della chiesa, Angelo Melli, sostituisce l'altare maggiore seicentesco con la tela raffigurante il matrimonio mistico di Santa Caterina con uno nuovo. Due anni più tardi viene costruita una cappella laterale dedicata alla stessa santa.
Nel 1930 viene creata una seconda cappella laterale che fronteggia la prima e viene dedicata alla Beata Vergine del Carmelo dove viene messo un simulacro votivo.

## Descrizione
La chiesa si innalza su un alto sagrato, che un tempo era zona cimiteriale. Si trova marginalmente rispetto al paese di Colmegna, rivolta verso il bacino centrale del lago Maggiore. La facciata esterna è ornata da quattro lesene corinzie e da un timpano triangolare. L'interno è costituito da una navata unica ricoperta da una volta a botte e con due cappelle per lato. La navata termina con un'abside semicircolare. La sagrestia è posta a sud ed è collegata da un vano al presbiterio, alla cui entrata è posta una lapide per ricordare il generoso lascito di Henry Wynne.
La pavimentazione della navata è costituita da mattonelle rettangolari di cotto probabilmente di origine settecentesca o ottocentesca, centralmente c'è una fascia di mattonelle in cemento decorato.
Il ripiano dell'altare maggiore è composto da un pannello in scagliola policroma datata tra il 1730 e il 1750.